# Tắc kè đuôi vàng
Tắc kè đuôi vàng, tên khoa học Cnemaspis psychedelica, một số tài liệu còn gọi là thằn lằn ngươi tròn Hòn Khoai, là một loài thằn lằn trong họ Gekkonidae. Loài này được Larry Lee Grismer, Ngô Văn Trí & Jesse Leland Grismer mô tả khoa học đầu tiên năm 2010. Chúng là loài đặc hữu của Hòn Khoai (Cà Mau, Việt Nam). Chúng được mệnh danh là nữ hoàng của thằn lằn bởi chúng có màu sắc sặc sỡ mà hiếm thằn lằn khác có được